# اندرو اشتاینر
اندرو اشتاینر (انگلیسی: Andrew Steiner; ۲۲ اوت ۱۹۰۸ – ۲ آوریل ۲۰۰۹) معمار اهل ایالات متحده آمریکا بود.